# 따조
따조는 화려한 색감의 캐릭터가 인쇄된 동그란 모양을 한 장난감의 일종이다. 1980년대부터 1990년대 말까지 치토스에 동봉되어 있던 장난감으로 어린이들이 이 장난감을 모으기 위해 치토스의 판매량이 높았다고 한다.

## 같이 보기
- 딱지
- 포그스